# R
R är den artonde bokstaven i det moderna latinska alfabetet.

## Betydelser

### Versalt R

#### Inom matematik och naturvetenskap
- I matematiken betecknar R (i fetstil) eller ℝ (i "svarttavelfetstil") ofta mängden av reella tal.
- ℛ betecknar Riemann-integralen
- ℜ är realdelen av ett komplext tal
- Symbol för temperaturenheten Réaumur.
- R betecknar den allmänna gaskonstanten inom kemi, fysik och termodynamik.
- Symbol för storheten resistans i fysikaliska formler.
- Förkortning för enheten röntgen
- Förkortning för enheten rayleigh
- Ett programspråk, se R (programspråk).

#### Övriga användningar
- Länsbokstav för det tidigare Skaraborgs län.
- Inom bibliotekens klassifikationssystem SAB är R signum för idrott, lek och spel se SAB:R.
- (R)-are används som benämning på medlemmar ur Kommunistiska partiet, tidigare KPML(r).
- Versalt R med ring runt, ®, visar att en produkt är ett registrerat varumärke, se Varumärke
- [ʀ] betecknar i internationella fonetiska alfabetet uvular tremulant.
- [ʁ] betecknar i internationella fonetiska alfabetet tonande uvular frikativa.
- Betecknar fyraxliga ellok i det svenska litterasystemet för järnvägsfordon.
- R markerar en fast fornlämning på ekonomiska kartan, medan ett (R) markerar en fast fornlämning som inte är geografiskt avgränsad.
- R efter en regents namn betecknar "rex" (latin för kung) eller "regina" (latin för drottning). Används både i namnunderskrifter och tryck.

### Gement r
- Inom geometri betecknar r vanligtvis en radie.
- Inom algebra betecknar r ofta resten vid en heltalsdivision.
- [r] betecknar i internationella fonetiska alfabetet en alveolar tremulant.
- [ɹ] betecknar i internationella fonetiska alfabetet en alveolar approximant.

## Historia
Bokstaven "R" härstammar från den grekiska bokstaven rho, som dock mer ser ut som bokstaven "P". Och den härstammar i sin tur från den feniciska bokstaven "res", som ursprungligen föreställde ett huvud.

## Datateknik
I datorer lagras R samt förkomponerade bokstäver med R som bas och vissa andra varianter av R med följande kodpunkter:
| Unicode | Liten bokstav |                                                | Unicode | Stor bokstav |                                                  | Används bl.a. i följande språk                                                                              |
| ------- | ------------- | ---------------------------------------------- | ------- | ------------ | ------------------------------------------------ | --- |
| U+0072  | r             | LATIN SMALL LETTER R                           | U+0052  | R            | LATIN CAPITAL LETTER R                           | de flesta där latinskt alfabet används                                                                      |
| U+02B3  | ʳ             | MODIFIER LETTER SMALL R                        |         |              |                                                  | |
| U+0155  | ŕ             | LATIN SMALL LETTER R WITH ACUTE                | U+0154  | Ŕ            | LATIN CAPITAL LETTER R WITH ACUTE                | slovakiska, baskiska, lågsorbiska                                                                           |
| U+0159  | ř             | LATIN SMALL LETTER R WITH CARON                | U+0158  | Ř            | LATIN CAPITAL LETTER R WITH CARON                | tjeckiska, högsorbiska                                                                                      |
| U+1E59  | ṙ             | LATIN SMALL LETTER R WITH DOT ABOVE            | U+1E58  | Ṙ            | LATIN CAPITAL LETTER R WITH DOT ABOVE            | |
| U+0157  | ŗ             | LATIN SMALL LETTER R WITH CEDILLA              | U+0156  | Ŗ            | LATIN CAPITAL LETTER R WITH CEDILLA              | liviska |
| U+0211  | ȑ             | LATIN SMALL LETTER R WITH DOUBLE GRAVE         | U+0210  | Ȑ            | LATIN CAPITAL LETTER R WITH DOUBLE GRAVE         | slovenska, kroatiska                                                                                        |
| U+0213  | ȓ             | LATIN SMALL LETTER R WITH INVERTED BREVE       | U+0212  | Ȓ            | LATIN CAPITAL LETTER R WITH INVERTED BREVE       | slovenska, kroatiska                                                                                        |
| U+1E5B  | ṛ             | LATIN SMALL LETTER R WITH DOT BELOW            | U+1E5A  | Ṛ            | LATIN CAPITAL LETTER R WITH DOT BELOW            | |
| U+1E5D  | ṝ             | LATIN SMALL LETTER R WITH DOT BELOW AND MACRON | U+1E5C  | Ṝ            | LATIN CAPITAL LETTER R WITH DOT BELOW AND MACRON | |
| U+1E5F  | ṟ             | LATIN SMALL LETTER R WITH LINE BELOW           | U+1E5E  | Ṟ            | LATIN CAPITAL LETTER R WITH LINE BELOW           | |
| U+0280  | ʀ             | LATIN LETTER SMALL CAPITAL R                   | U+01A6  | Ʀ            | LATIN LETTER YR                                  | fornnordiska, IPA                                                                                           |
| U+00AE  | ®             | REGISTERED SIGN                                |         |              |                                                  | symbol, upphovsrätt                                                                                         |
| U+20B9  | ₹             | INDIAN RUPEE SIGN                              |         |              |                                                  | valutasymbol (definierad 2010), rupee, symbolen baseras både på versalt latinskt R och devanāgarīskt Ra (र) |

I ASCII-baserade kodningar lagras R med värdet 0x52 (hexadecimalt) och r med värdet 0x72 (hexadecimalt).
I EBCDIC-baserade kodningar lagras R med värdet 0xD9 (hexadecimalt) och r med värdet 0x99 (hexadecimalt).
Övriga varianter av R lagras med olika värden beroende på vilken kodning som används, om de alls kan representeras.